# جون ك ريتشاردز
جون ك ريتشاردز (بالإنجليزية: John K. Richards)‏ (و. 1856 – 1909 م)هو محامي، وقاضي، وسياسي من الولايات المتحدة الأمريكية . ولد في أيرنتون .
وهو عضو في الحزب الجمهوري .
توفي في سينسيناتي، أوهايو .

## التعليم
تعلم في جامعة هارفارد.

## روابط خارجية
- جون ك ريتشاردز على موقع إن إن دي بي (الإنجليزية)